# Astroblepus longiceps
Astroblepus longiceps är en fiskart som beskrevs av Pearson 1924. Astroblepus longiceps ingår i släktet Astroblepus och familjen Astroblepidae. Inga underarter finns listade.